# Casa de la Vila de Sitges
La casa de la Vila de Sitges és un edifici de Sitges (Garraf) inclòs a l'Inventari del Patrimoni Arquitectònic de Catalunya.

## Descripció
La casa de la Vila és al punt més alt de Sitges on abans hi ha hagut el castell. És un edifici aïllat, de planta baixa, pis i golfes. Les quatre façanes es van decorar seguint l'estil gòtic civil català, si bé la principal és molt més complexa. Aquesta façana és de composició simètrica, amb un cos central ressortint. Té a la planta baixa tres obertures d'arc de mig punt que donen accés a un ampli vestíbul i una finestra a banda i banda. Al primer pis hi ha un balcó corregut amb barana de pedra, amb tres obertures rectangulars, i un balcó sense volada a cada costat. Les obertures de les golfes són rectangulars i de dimensions més petites. El cos central s'acaba a la part superior amb cinc finestres d'arc carpanell i coronament esglaonat, amb motius neogòtics.

## Història
El primer projecte de la casa de la vila, degut a Adrià Casademunt, data del 1870, quan l'Estat cedí a la corporació municipal el terreny que ocupava el castell. No fou, però, fins al 25 d'agost del 1888 quan es començà a bastir sota la direcció de l'arquitecte Salvador Vinyals, que també realitzà el projecte encarregat per l'Ajuntament el 15-5-1879 i aprovat el 8-10-1883. El 2015 la façana i una de les parets van subir una restauració.